# Stjenjak
Stjenjak (engleski: Rocky Mountains, Rockies, špa. Montañas Rocosas, Rocallosas, francuski: les Rocheuses) je 4800 km dugo i 700 km široko, na oko 4400 m nadmorske visine, gorje u Sjevernoj Americi, koje se pruža od sjevera Britanske Kolumbije (Kanada) na sjeveru do Novog Meksika (SAD) na jugu. Tvori najveći i najstariji dio zapadnog planinskog područja Kanade i SAD-a, te pripada istočnim Kordiljerima. Prema istoku se spušta u Veliku središnju nizinu (Great Central Plain), a na zapadu prema pojasu unutarnjih kotlina i ravnjaka. Nadmorskom visinom od 4401 metra, najviši vrh je Mount Elbert u Koloradu, a najviši vrh u Kanadskom Stjenjaku je Mount Robson visine 3954 metra.
Zbog prirodnih ljepota neki su dijelovi Stjenjaka zaštićeni i proglašeni nacionalnim parkovima, od kojih su najpoznatiji Yellowstone u SAD i Banff u Kanadi.

## Prirodne odlike
Stjenjak se proteže od rijeke Liard u Britanskoj Kolumbiji, do rijeke Rio Grande u Novom Meksiku. Drugi planinski masivi koji se nastavljaju iza pomenutih rijeka, na sjeveru Selwyn Range u Yuconu i Brooks Range na Aljaski i na jugu Sierra Madre u Meksiku. U SAD-u u Stjenjake se ubrajaju gorja Cabinet i Salish u Idahu i Montani, dok se Kolumbijske planine u Kanadi, iako u sličnoj situaciji, smatraju posebnim planinskim sustavom. 
Mlađi dijelovi Stjenjaka su se uzdigli tijekom kasnog razdoblja Krede (prije 100-65 milijuna godina), neki južni dijelovi potječu iz prekambrija (prije 3980-600 milijuna godina). Geološki gorje je sastavljeno od eruptivnih i metamorfnih stijena; mlađe sedimentne stijene se pojavljuju duž južnog Stjenjaka, a vulkanske stijene iz tercijara (prije 65-1,8 mlijuna godina) duž San Huan gorja, i u nekim drugim područjima. Stoljetne erozije su pretvorile planinski Wyominški bazen u, relativno, ravan teren. Tetoni sadrže stijene iz razdoblja paleozoika i mezozoika koje pokrivaju samo jezgro sastavljeno od eruptivnih i metamorfnih stijena iz razdoblja protrozoika i arheja, starosti od 1,2 milijarde do više od 3,3 milijarde godina (Beartooth gorje). 
Ledeno doba je također imao značajan utjecaj u izgledu Stjenjaka, tako da je prije nekih 15.000-20.000 godina 90% nacionalnog parka Yellowstone bilo pokriveno ledom. Razdoblje koji se naziva malo ledeno doba, od 1550. do 1860. godine, je vrijeme tijekom kojega su ledenjaci Agassiz i Jackson dosegli svoj vrhunac.
Voda je također na razne načine izgradila današnji igled Stjenjaka. Topljenje snijega i otjecanje vode sa Stjenjaka osigurava vodu za četvrtinu SAD-a. Rijeke koje teku sa Stjenjaka se na kraju ulijevaju u tri oceana, Atlantski, Tihi ocean i Arktički ocean:
| - Arkansas (rijeka) - Athabasca (rijeka) - Clark Fork (rijeka) - Colorado (rijeka) - Columbia (rijeka) - Coeur d'Alene (rijeka) - Fraser (rijeka) - Kootenay (rijeka) | - Missouri (rijeka) - North Saskatchewan (rijeka) - Peace (rijeka) - Platte (rijeka) - Rio Grande - South Saskatchewan (rijeka) - Snake (rijeka) - Yellowstone (rijeka) |

Continental divide na Stjenjaku označava liniju koje određuje da li će rijeka teći u Atlantski ili Tihi ocean. Triple Divide Peak (eng. za Vrh trostruke podjele) je dobio ime po činjenici da se sva voda koja padne na planinu dijeli na tri pravca, za Atlantski, Tihi i Arktički ocean.

## Ljudska povijest
Poslije zadnjeg velikog ledenog doba, Stjenjak su nastanili paleoindijanci, a potom i druga indijanska plemena (Apači, Arapaho, Beaver, Blackfoot, Crow Indijanci, Flathead, Juti, Kutenai, Siusi, Šajeni, Šošoni i drugi). Paleoindijanci su lovili sada izumrle vrste, mamute i prapovijesne bizone (životinje 20% veće od današnjih bizona) na padinama i u dolinama planina. U Koloradu, duž grebena Continental Divide, postoje kameni zidovi koje su Indijanci sagradili prije 5400 do 5800 godina. Također, postoje značajni dokazi koji upućuju na zaključak da su Indijanci, loveći ih, imali značajan utjecaj na sisavce i na vegetaciju, namjernim izazivanjem požara.
Španjolski istraživač Francisco Vásquez de Coronado je s grupom vojnika, misionara i robova došao s juga na teritorij Stjenjaka 1540. godine. Masovnija upotreba konja, metalnog alata, vatrenog oružja, nove bolesti i nove kulture, utjecala je na promjenu indijanske ih kultura. Indijanska populacija je istjerana iz svojih povijesnih staništa bolestima, ratovima, istrebljivanjem bizona i stalnim napadima.
Alexander MacKenzie je postao prvi Europljanin koji je prešao Stjenjak 1793. god.
Ekspedicija Lewisa i Clarka (1804. – 1806.) je prva priznata znanstvena ekspedicija na Stjenjaku. Tada su sakupljeni prvi botanički, zoološki i geološki uzorci Stjenjaka. Vjeruje se da je upravo ova ekspedicije otvorila put masovnijem prelasku Stjenjaka.
Planinari su preplavili Stjenjak od 1720. do 1800. godine u potrazi za mineralima i krznima, a počele su nicati i otkupne postaje koje su ujedno služile i kao baze za većinu aktivnosti Europljana u Kanadskom Stjenjaku.
Mormoni su se počeli naseljavati u blizini Velikog slanog jezera 1947. 1859. godine, a u blizini Cripple Creeka je otkriveno zlato, što je zauvijek izmijenilo regionalno gospodarstvo Stjenjaka. Transkontinentalna pruga je završena 1869., a Nacionalni park Yellowstone je osnovan 1872. godine. Zlato i pruga su drastčno ubrzali naseljavanje Stjenjaka, zbog čega je američki predsjednik Harrison uspostavio nekoliko šumskih zaštićenih područja 1891. – 82, a 1905. godine predsjednik Theodore Roosevelt proširio teritorij zaštićenih šuma, na današnji Nacionalni park Stjenjaka.
Gospodarski razvoj je otpočeo rudarstvom i šumarstvom, a nastavio se poljoprivredom i rekreacijom, kao i pratećim granama koje ih podržavaju.

## Gospodarstvo
Gospodarski resursi Stjenjaka su raznovrsni i bogati; minerali pronađeni na Stjenjaku uključuju značajne zalihe bakra, cinka, molibdena, olova, srebra, volframa i zlata. Wyominški bazen i nekoliko manjih područja sadrže značajne količine nafte, prirodnog plina i ugljena. Za primjer može poslužiti rudnik Climax u Koloradu, koji je najveći proizvođač molibdena na svijetu i zapošljava preko 3000 radnika. Kanadski najveći rudnici ugljena se nalaze upravo na području Stjenjaka.
Brojni rudnici su u prošlosti remetili ekologiju Stjenjaka, ali se danas sve više vodi računa o čistoj okolici.
Zemljoradnja i šumarstvo su vodeće grane industrije. Stočarstvo se odvija ljeti u planinskim predjelima, a zimi u dolinama.
Stjenjak se odlikuje slabom naseljenošću (4 stanovnika na km²) i malim brojem gradova s preko 50 000 stanovnika. Ipak poslije 1950. godine nastalo je razdoblje od 40 godina s ubrzanim naseljavanjem tijekom kojeg je postotak stanovništva porastao, od 35% u Montani do 150% u Utahu i Coloradu.

### Turizam
Lijepa priroda i mogućnosti rekreacije na Stjenjaku svake godine privuku milijune turista. Glavni jezik na Stjenjaku je engleski, premda postoje manja područja u kojima se priča španjolski ili indijanski jezici.
Glavne turističke destinacije su brojni nacionalni parkovi:
| U SAD-u: - Pikes Peak - Royal Gorge - nacionalni park Stjenjaka - nacionalni park Yellowstone - nacionalni park Grand Teton - nacionalna šuma Arapaho | U Kanadi: - nacionalni park Banff - nacionalni park Jasper - nacionalni park Kootenay - nacionalni park Yoho | i zajednički: - međunarodni park mira Waterton-Glacier |

## Vanjske poveznice
- U.S. Geological Survey stranica Stjenovitih planina (engl.)
- Blue Planet –Stjenjak  Arhivirana inačica izvorne stranice od 12. kolovoza 2006. (Wayback Machine) (engl.)
- Headwaters novosti  Arhivirana inačica izvorne stranice od 12. travnja 2016. (Wayback Machine) (engl.)